# Aneurysm
Singles de Nirvana
About a Girl
(1994) You Know You're Right
(2002)
Pistes de From the Muddy Banks of the Wishkah
Drain You
(3) Smells Like Teen Spirit
(5)
Aneurysm est un single du groupe de grunge Nirvana pour promouvoir l'album live From the Muddy Banks of the Wishkah. La chanson était parue auparavant sur la compilation Incesticide en 1992 et en face-B du single Smells Like Teen Spirit.
Elle a été enregistrée dans une première version le 1er janvier 1991 aux Music Source Studios de Seattle, puis dans une deuxième version en novembre 1991 dans les studios de la BBC. Elle évoque l'héroïne « en jouant sur l’ambiguïté entre la drogue et l'amour ».
Le magazine New Musical Express la classe en 7e position dans sa liste des 20 meilleures chansons de Nirvana. Elle figure à la 3e place du classement des 10 meilleures chansons du groupe établi par PopMatters, pour qui c'est la « synthèse percutante d'un mal-être émotionnel qui consume tout ».

## Crédits
- Kurt Cobain: guitare, chant
- Krist Novoselic: basse
- Dave Grohl: batterie

## Liens Externes
- Nirvana - Aneurysm (Live at Reading 1992), NirvanaVEVO on YouTube